# 静应力
在连续介质力学中，静应力也称为各向同性应力或体积应力，是應力的一个分量，其中包含单轴应力，但不包括剪應力。静应力的一种特殊形式为各向同性压缩应力，它仅改变体积，而不改变形状。纯静应力可由位于流体（如水）中的某一点感受到。它常与“机械压强”互用，尤在地质力学领域中也称为围压。

静应力等同于沿三条正交轴的单轴应力平均值，因此等于应力张量第一个不变量（即应力张量的迹）的三分之一： 
{\displaystyle \sigma _{h}={\frac {I_{i}}{3}}={\frac {1}{3}}\operatorname {tr} ({\boldsymbol {\sigma }})}

说明压缩静应力的示意图

例如在笛卡儿坐标系 (x,y,z) 中，静应力简化为：
{\displaystyle \sigma _{h}={\frac {\sigma _{xx}+\sigma _{yy}+\sigma _{zz}}{3}}}

## 静应力与热力学压强
在不可壓縮流体特例中，热力学压强与机械压强（即静应力的相反数）相一致：{\displaystyle p=-\sigma _{h}=-{\frac {1}{3}}\operatorname {tr} ({\boldsymbol {\sigma }})}
在可壓縮流体的一般情况下，热力学压强{\displaystyle p}不再与各向同性应力项（机械压强）成正比，因为还需加上与应变率张量的迹有关的项：
{\displaystyle p=-{\frac {1}{3}}\operatorname {tr} ({\boldsymbol {\sigma }})+\zeta \operatorname {tr} ({\boldsymbol {\epsilon }})}
其中系数{\displaystyle \zeta }为体积黏度。应变率张量的迹对应流动的压缩度（即流速散度）：
{\displaystyle \operatorname {tr} ({\boldsymbol {\epsilon }})=\operatorname {tr} \left({\frac {1}{2}}(\nabla \mathbf {u} +(\nabla \mathbf {u} )^{T})\right)=\nabla \cdot \mathbf {u} }
因此热力学压强常写为：
{\displaystyle p=-\sigma _{h}+\zeta \nabla \cdot \mathbf {u} ={\bar {p}}+\zeta \nabla \cdot \mathbf {u} }
其中机械压强记作{\textstyle {\bar {p}}}。在某些情况下，可假定第二黏度{\textstyle \zeta }为常数，此时机械压强与热力学压强不再相同：
{\displaystyle {\bar {p}}\equiv p-\zeta \,\nabla \cdot \mathbf {u} ,}
然而在大多数情况下（即非声波吸收或冲击波衰减过程，此时第二黏度系数才重要），常显式设{\textstyle \zeta =0}，此假设称为斯托克斯假说。对于单原子气体，可通过实验和动理论验证该假说；对于其他气体和液体，该假说通常不成立。

## 流体中的外场势
在流体中，其大小{\displaystyle \sigma _{h}}可由斯特文定律表示：
{\displaystyle \sigma _{h}=\displaystyle \sum _{i=1}^{n}\rho _{i}gh_{i}}
其中
- i表示每一层材料的索引；
- {\displaystyle \rho _{i}}为各层的密度；
- {\displaystyle g}为重力加速度（此处假定恒定；亦可替换为任何定义重量所需的加速度）；
- {\displaystyle h_{i}}为每层材料的高度或厚度。

例如，在十米深的淡水下某点所受静应力为：
{\displaystyle \sigma _{h}=\rho _{w}gh_{w}=1000\,{\text{kg m}}^{-3}\cdot 9.8\,{\text{m s}}^{-2}\cdot 10\,{\text{m}}=9.8\cdot {10^{4}}{\text{ kg m}}^{-1}{\text{s}}^{-2}=9.8\cdot 10^{4}{\text{ N m}}^{-2}}
其中下标w表示“水”（water）。
由于静应力为各向同性，应力在各方向相等。其张量形式为：
{\displaystyle \sigma _{h}\cdot I_{3}=\sigma _{h}\left[{\begin{array}{ccc}1&0&0\\0&1&0\\0&0&1\end{array}}\right]=\left[{\begin{array}{ccc}\sigma _{h}&0&0\\0&\sigma _{h}&0\\0&0&\sigma _{h}\end{array}}\right]}
其中{\displaystyle I_{3}}为3×3的單位矩陣。
静态压缩应力亦用于材料体积模量的测定。

## 相关
- 应力张量
- 体积应变
- 偏应力张量
- 流速
- 压力
- 体积黏度
- 各向同性